# Wilma Florice
Wilma Florice, ursprungligen Vilma Gunilla Mariana Persson, född 17 oktober 1917 i Sundsvalls församling, död 18 april 1983 i Karlskoga församling,, var en svensk skådespelare och dansös verksam i slutet av 1930- och början av 1940-talen.
Hon medverkade bland annat i Karl Gerhards trupprevy Karl-Gerhards Jubileumsrevy 1938. År 1949 startade hon, tillsammans med operasångaren Sven Herdenberg, en teater- och balettskola i Örebro.
Hon gifte sig 1946 med Tage Ståhlenberg och efter dennes död gifte hon sig 15 april 1949 med juristen Stig Ernhard.

## Filmografi
- 1939 – Skanör-Falsterbo
- 1940 – Kyss henne!
- 1941 – Det sägs på stan
- 1942 – En sjöman i frack
- 1942 – En äventyrare
- 1942 – Halta Lottas krog
- 1943 – Elvira Madigan